# Polifemo (Auguste Rodin)
Polifemo (francés:Polyphème) es una escultura de Auguste Rodin inspirada en el Libro XIII del poema La Metamorfosis del poeta romano Ovidio.

## Inspiración de la obra
En la mitología griega, Polifemo fue un cíclope, habitante de la isla de Sicilia, que se enamoró de Galatea, una nereida. Según la versión ovidiana, cuando Galatea rechazó al cíclope en favor de Acis, un pastor siciliano, Polifemo celoso lo mató.

## Historia
Esta pieza fue la primera aproximación para el estudio de Polifemo, Acis y Galatea, que se ubica en el centro de la hoja derecha de la Puerta del Infierno. Existen estudios en bronce sobre el torso de Polifemo, pero no se conoce ninguna versión monumental de la figura completa. El estudio sugiere que Rodin se interesaba solamente en la porción del cuerpo producida al llevar el muslo derecho hacia el torso.